# جنبي السباحة
السَّجَّاس أو جنبي السباحة (الاسم العلمي: Pleuronectes)، جنس أسماك من فصيلة أسماك مفلطحة يمينية العيون توجد في المحيطات الشمالية.

## الأنواع
يوجد حاليًا ثلاثة أنواع معترف بها في هذا الجنس:
- رساف أوروبي كارولوس لينيوس، 1758 (European plaice)
- Pleuronectes putnami (ثيودور جيل, 1864) (American Smooth Flounder)
- Pleuronectes quadrituberculatus بيتر سيمون بالاس, 1814 (Alaska plaice)